# 강원특별자치도의 축제 목록
2004년 기준으로 강원특별자치도에서 열리는 축제는 총 74개이다.

## 강원특별자치도 축제 현황
| 지역   | 축제명                                   | 시작년도                       | 개최시기           | 주요 내용 | 주최/주관                                                           | 비고                                                                       |
| ------ | ---------------------------------------- | ------------------------------ | ------------------ | --- | ------------------------------------------------------------------- | -------------------------------------------------------------------------- |
| 강릉시 | 대현 율곡 이이 선생제                    | 1962년                         | 10월 25일 ~ 26일   | 제례행사, 문예행사, 경축행사 | 대현 율곡 이이 선생 제전위원회                                      |                                                                            |
| 강릉시 | 망월제                                   | 1991년                         | 12월 5일           | 연날리기, 떡메치기, 관노가면극, 용물달기, 다리밟기, 망월제, 뒤풀이한마당                                                                                   | 임영민속연구회                                                      |                                                                            |
| 강릉시 | 소금강 청학제                            | 2001년                         | 10월중             | 제례행사, 한마당놀이, 민속문화예술경연대회 (투호,장기,제기차기 등) 노래자랑                                                                                | 연곡면청학제추진위원회 연곡면사무소., 연곡면이장협의회              |                                                                            |
| 강릉시 | 강릉 단오제                              | 산출불가(약 1천년 전으로 추정) | 7.20～7.27         | 지정문화재행사, 단오 민속행사, 지역문화재공개, 중요무형문화재, 국내민속단 초청공연, 민속경축행사                                                           | 강릉시, 단오제 위원회                                               | 1967년 1월 16일 국가무형문화재 지정 2005년 11월 유네스코 무형문화유산 지정 |
| 동해시 | 동해 오릉제                              |                                | 11월 첫 주         | 산신제, 풍년제, 길놀이, 민속놀이,투호대회,농악 경연 | 동해무릉제위원회, 각급 기관단체                                     |                                                                            |
| 동해시 | 정월 대보름맞이 큰잔치                   |                                | 정월대보름         | 기원굿, 솟대세우기, 풍물놀이, 민속놀이, 투호, 액맞이굿, 달맞이고사, 달집태우기 등                                                                          | 동해시, 민예총 동해시지부                                           |                                                                            |
| 동해시 | 해맞이 축제                              |                                | 1월 1일            | 모듬북연주, 퍼포먼스 공연, 사물놀이, 달집태우기, 소망기원풍선날리기, 촛불 페스티벌, 망월놀이, 기원제                                                       | 동해시, 예총 동해시지부, 민예총 동해지부                            |                                                                            |
| 동해시 | 동해시 오징어축제                        | 1997년                         | 8월 첫째 주        | 풍어제, 영등풍신굿,오징어배 해상 퍼레이드, 오징어맨손잡기, 오징어할복대회 회썰기대회, 오징어요리경연, 오징어문제풀이, 바다수영 대회, 바다조개잡기          | 동해시 오징어 축제위원회                                            |                                                                            |
| 동해시 | 늘푸른 바다축제                          | 1996년                         | 8월 초             | 해변마술축제, 해변 가요제, 국악예술제, 해변무용제 등 | 동해시, 예총 동해시지부                                             |                                                                            |
| 춘천시 | 소양강 문화제                            | 1966년 개나리문화제로 출발     | -                  | 봉의산제, 길놀이, 민속체육 행사, 문예행사, 시민노래대회 | 소양강문화제 추진위원회                                             | 1983년 현재 명칭으로 변경                                                  |
| 춘천시 | 월드 DJ 페스티벌                         | 2007년                         | 5월 중             | DJ Festival, 樂 페스티벌, 축제마을, Camping Project, 사일런트 디스코                                                                                       | 월드디제이페스티벌                                                  |                                                                            |
| 춘천시 | 춘천마임축제                             | 1989년                         | 9월 중             | 게릴라공연, 도깨비난장, 도깨비열차, 벼룩시장 | 춘천마임축제 운영위원회                                             |                                                                            |
| 춘천시 | 춘천 인형극제                            | 1989년                         | 8월                | 인형극, 부대공연, 축제 공연, 아마추어 경연대회 | 춘천인형극제 집행위원회                                             |                                                                            |
| 춘천시 | 춘천아트페스티벌                         | 2002년                         | 8월 2주            | 2002년부터 8월에 개최되는 수준높은 순수예술 축제. 현대무용, 한국무용, 재즈, 클래식                                                                         | 춘천아트페스티벌 운영위원회                                         |                                                                            |
| 춘천시 | 춘천국제연극제                           | 1999년                         | 8월                | 공식초청공연 및 국제 친교 행사 | 춘천국제연극제 조직위원회                                           |                                                                            |
| 춘천시 | 춘천 애니타운 페스티벌                   | 1997년                         | 7월                | 어린이창작만화공모전, 인기 만화 작가 초청전, 애니메이션 제작설명회, 만화그리기 대회                                                                        | 춘천만화축제 사무국                                                 |                                                                            |
| 춘천시 | 닭갈비 막국수축제                        | 1996년                         | 8월                | 장터운영, 막국수조리경연 대회, 조상전래막국수 재현, 연주회, 어린이사생대회                                                                                 | 춘천막국수 축제위원회                                               |                                                                            |
| 춘천시 | 봄내 종합예술제                          | 1994년                         | 4월                | 김유정테마로 특화 개최. 종합예술제 | 예총 춘천시지부                                                     |                                                                            |
| 삼척시 | 죽서문화제                               | 1973년                         | 1월                | 삼원제, 연날리기대회, 민속경기 등 | 죽서문화제 위원회                                                   |                                                                            |
| 원주시 | 회촌 달맞이축제                          | 1990년                         | 2월 5일            | 소원지쓰기, 당산제, 매지농악, 달집태우기 등 | 회촌 정월대보름 달맞이 축제위원회, 원주매지농악보존회               |                                                                            |
| 원주시 | 행구동 달맞이축제                        |                                | 2월 5일            | 사물놀이, 연날리기, 쥐불놀이, 풍년기원제등 | 행구동대보름맞이 추진위원회, 행구동영서농악회                       |                                                                            |
| 원주시 | 치악산 복사꽃축제                        |                                | 4월 중             | 복숭아 사진촬영대회, 사생대회, 복사꽃길 걷기 | 치악산복사꽃축제 추진위원회, 소초농업협동조합                       |                                                                            |
| 원주시 | 장미 축제                                | 1999년                         | 4월 5일            | 장미꽃전시, 장미작품 전시회, 장미차 시음회 | 장미축제위원회, 단계동 청장년회                                     |                                                                            |
| 원주시 | 섬강 축제                                | 1998년                         | 4월 8일            | 암벽등반대회, 맨손고기 잡기대회, 래프팅 등 | 섬강축제추진위원회, 지정면 청년회                                   |                                                                            |
| 원주시 | 한지 문화제                              | 1999년                         | 4월                | 북유럽판화작품전, 한지패션쇼, 대한민국 한재대전, 한지체험 등                                                                                               | 원주한지문화제위원회, 원주참여자치시민센터, (사)한지개발원          |                                                                            |
| 원주시 | 치악제                                   | 1982년                         | 10월 중            | 강원감사행차, 동악제, 치악 가요제, 향시 재현, 전국 휘호 대회                                                                                               | 원주치악제위원회                                                    |                                                                            |
| 원주시 | 다이내믹댄싱카니발                       | 2011년                         | 9월 중             | 거리퍼레이드(원일로), 따뚜공연장 | 원주시, 다이내믹댄싱카니발 추진위원회                               | 문화체육관광부 우수축제 선정                                               |
| 태백시 | 태백산 눈축제                            | 1994년                         | 1월                | 눈조각대회, 설상 미니 축구대회, 개썰매 타기, 만리장성 눈미끄럼틀, 당골 행사장 등                                                                           | 눈축제위원회, 태백시                                                |                                                                            |
| 태백시 | 태백산 철쭉제                            | 1985년                         | 5월                | 모형 화석 만들기 및 화석 캐기, 화석 전시회, 철쭉그리기 대회, 백일장, 태백산 산신제 등                                                                      | 철쭉제위원회, 태백시                                                |                                                                            |
| 태백시 | 태백산 쿨시네마 페스티벌                 | 19997년                        | 8월 초             | 영화상영, 시네마카페, 한국영화 80년사, 나도영화 속의 주인공, 등                                                                                            | 쿨시네마 축제위원회, 태백시                                         |                                                                            |
| 태백시 | 태백제                                   | 1982년                         | 10월 초            | 태백산 천제, 단군제, 태백산 산신제, 산업전사위령제, 체육대회, 태백예술제                                                                                   | 태백제위원회, 태백시                                                |                                                                            |
| 홍천군 | 한서문화제                               | 1977년                         | 9월 ~ 10월         | 한서 남궁억 선생의 기념. 민속, 체육경기, 문화예술행사, 군민노래자랑                                                                                        | 한서문화제 위원회                                                   |                                                                            |
| 홍천군 | 찰옥수수 축제                            | 1997년                         | 7월 ~ 8월          | 홍천 찰옥수수 홍보 행사, 옥수수왕선발대회, 옥수수요리경연대회, 옥수수 따기체험                                                                             | 홍천군, 찰옥수수 축제위원회                                         |                                                                            |
| 속초시 | 설악 문화제                              | 1966년                         | 10월 초            | 통일대제, 산신제, 용왕제, 제례굿, 삼신합동제, 산악인한마음 잔치, 해양문화제전, 설악예술축전, 마상무예시연, 도문메나리농요시연, 민속경기, 청소년문화축전    | 속초시, 설악문화제 위원회                                           |                                                                            |
| 속초시 | 한여름밤의 문화축제                      | 2001년                         | 7월 말 ~ 8월 초    | 갯마당전통상설공연, 청소년 힙합,가요,사물놀이 특별 공연(22사단 군악대, 속초상고 관악부, 시민동아리)                                                        | 속초시, 속초문화원, 예총, 민예총                                    |                                                                            |
| 속초시 | 대한민국 음악대향연                      | 2004년                         | 8월 초             | 트로트 공연, K-pop 공연, 최신가요 콘서트, 테마 콘서트 | 속초시                                                              |                                                                            |
| 속초시 | 속초 해맞이축제                          |                                | 1월 1일            | 신년연주회, 창작무용, 대북공연, 불꽃놀이, 가수초청공연 등                                                                                                  | 속초시, 속초문화원                                                  |                                                                            |
| 속초시 | 설악 눈꽃축제                            | 1996년                         | 1월말              | 빙벽등반대회, 하얀눈길걷기, 설악산최고봉대회, 얼음놀이마당, 눈길위 자전거여행                                                                              | 속초시, 속초문화원                                                  |                                                                            |
| 속초시 | 속초 해양 페스티발                       | 2001년                         | 7월말              | 해변문화축전, 해양체험축전, 작은 콘서트, 해변 영화제, 고성방가100곡, 오징어맨손잡기                                                                        | 속초시, 속초문화원                                                  |                                                                            |
| 속초시 | 학사평 콩꽃마을 순두부 축제              | 2003년                         | 10월 중순          | 순두부 체험행사, 문화체험행사, 두부 제작 과정 재연, 전통 메주 만들기 등                                                                                    | 속초시, 학사평 순두부 축제위원회                                    |                                                                            |
| 횡성군 | 태풍 문화제                              | 1981년                         | 9월말 ~ 10월초     | 전야제, 개막제, 각종공연, 더덕 등 농특산물 행사, 민속행사이벤트                                                                                            | 태풍문화제 위원회, 횡성문화원                                       |                                                                            |
| 횡성군 | 태기 문화제                              | 1984년                         | 2월                | 전야제, 개막제, 각종 공연, 민속경기, 회다지 소리 및 어러리타령 경연 등                                                                                     | 태기문화제 위원회, 정금민속 예술보존회                              |                                                                            |
| 횡성군 | 4.1군민 만세운동 기념행사                |                                | 3월 31일 ~ 4월 1일 | 기념식, 만세운동재현, 만세운동그림 공모전시 및 애국지사 친일파 사진전                                                                                      | 횡성군, 횡성문화원 춘천보훈지청 참여단체                            |                                                                            |
| 횡성군 | 안흥찐빵 한마당 큰잔치                   | 1999년                         | 10월 중            | 전야제, 찐빵이벤트, 전통문화체험 공연 등 | 안흥찐빵 한마당 큰잔치 추진위, 안흥찐빵 마을협의회                  |                                                                            |
| 영월군 | 단종 문화제                              | 1966년                         | 4월                | 한시공모, 백일장, 정순왕후 선발, 가례, 단종대왕제향 및 어가행렬, 민속경기, 공연 행사 등                                                                    | 단종제 위원회                                                       |                                                                            |
| 영월군 | 영월 동강축제                            | 1997년                         | 7월 말 ~ 8월 초    | 인라인 전국대회, MTB, 래프팅, 열기구, 행글라이더 및 패러글라이딩 대회, 송어잡기, 동강생활체험, 삼굿체험                                                    | 영월군, 축제추진 위원회                                             |                                                                            |
| 영월군 | 동강사진 축전                            |                                | 7월 ~ 8월          | 동강사진전, 강원명사사진전, 동강사진상, 동강사진 워크샵 및 포트폴리오 리뷰 등                                                                              | 영월군, 동강사진 마을운영 위원회                                    |                                                                            |
| 영월군 | 난고 김삿갓 문화큰잔치                   | 1998년                         | 10월               | 고유제, 백일장, 휘호대회, 민화공모전, 마대산 등반행사, 공연행사 등                                                                                         | 영월군, 시선 김삿갓 유적보존회                                      |                                                                            |
| 평창군 | 대관령 눈꽃축제                          | 1993년                         | 1월                | 알몸마라톤대회, 눈조각 경연대회, 대관령등반대회, 전통썰매(소발구등)                                                                                        | 대관령 눈꽃 축제위원회                                              |                                                                            |
| 평창군 | 무이 정월대보름 달맞이 행사              |                                | 1월                | 대동망월제, 달집태우기, 대보름세시풍습 | 무이 정월대보름 달맞이 위원회                                       |                                                                            |
| 평창군 | 평창강 민속축제                          |                                | 6월                | 농주빚기경연, 전통공차기, 전통공예품 전시 | 평창강 민속 축제위원회                                              |                                                                            |
| 평창군 | 효석 문화제                              | 1999년                         | 9월 초             | 효석백일장, 문학심포지움, 메밀음식 시식회, 문학의 밤 | 효석문화제 위원회                                                   |                                                                            |
| 평창군 | 강원감자 큰잔치                          | 1997년                         | 9월                | 감자음식 경연, 감자캐기 등 체험 행사, 감자왕 선발, 감자관 등 전시행사                                                                                      | KBS춘천방송총국, 강원농협, 감자큰잔치 추진위원회, 평창군            |                                                                            |
| 평창군 | 노성제 및 군민의 날                      | 1982년                         | 10월               | 충의제, 민속체육행사, 군민의 날 행사, 문화예술 행사 | 평창군 노성제 위원회                                                |                                                                            |
| 평창군 | 오대산 축제                              |                                | 10월               | 탑돌이 및 바라춤, 연등행사, 장뇌삼 심기, 오대산 산악자전거                                                                                                 | 오대산축제 위원회                                                   |                                                                            |
| 정선군 | 정선 아리랑제                            | 1976년                         | 10월               | 아리랑 민속주막촌, 칠현제례, 정선아리랑 경창, 아리랑 노랫말 짓기, 토속사투리 경연, 정선 아리랑창극, 아태인형극제 공연, 아리랑 심포지엄, 아리랑 유적지 투어 | 정선아리랑제 위원회                                                 |                                                                            |
| 철원군 | 태봉제                                   | 1982년                         | 10월 초            | 태봉제례, 철원 쌀아가씨 선발, 태봉 학생 종합 예술제, 등 | 철원군, 태봉제위윈회                                                |                                                                            |
| 철원군 | 한탄강 여름축제                          |                                | 8월                | 영화상영, 연극공연, 음악회, 군민 라이브축제 등 | 철원군                                                              |                                                                            |
| 철원군 | 래프팅 축제                              |                                | 8월                | 전야제, 레이싱경기, 슬라럼경기 | 철원군, 래프팅연합회                                                |                                                                            |
| 철원군 | 서바이벌 축제                            |                                | 5월, 10월          | 전야제, T&T슈팅게임, 팀 대항 메인게임 | 철원군, 서바이벌연합회                                              |                                                                            |
| 화천군 | 용화축전                                 |                                | 10월               | 씨름, 줄다리기, 족구, 축구, 향토주 마시기, 농악, 피구, 힘자랑등                                                                                            | 화천문화원, 용화축전 추진위원회                                     |                                                                            |
| 화천군 | 비목 문화제                              |                                | 6월                | 위령제, 추모공연, 병영체험, 문교체험, 옛전 우 만남의 장, 주먹밥 먹기 체험 등                                                                               | 화천군, 비목마을, 비목문화제 조직위원회                             |                                                                            |
| 화천군 | 물의 나라 화천쪽배 축제                  |                                | 7월 ~ 8월          | 쪽배콘테스트, 대물낚시대회, 산천어 맨손잡기, 계곡피크닉 등                                                                                                 | 화천군 번영회, 쪽배축제추진위, 이데아커뮤니케이션                   |                                                                            |
| 화천군 | 얼음나라 화천 산천어 축제                | 2003년                         | 1월                | 산천어 낚시대회, 얼음축구대회, 빙상경기대회, 눈썰매타기 등                                                                                                 | 화천군, 화천군번영회, 화천군생활 체육협의회 , 산천어축제 추진위원회 |                                                                            |
| 양구군 | 동계 민속예술 축제 및 노인 연날리기 대회 |                                | 2월 (하루)         | 얼음장치기, 얼음축구, 떡메치기, 민속놀이, 사람함지박타고밀기, 얼음 줄다리기 등                                                                             | 양구군, 대한노인회 강원도연합회 양구문화원                          |                                                                            |
| 양구군 | 국토정중앙 달맞이 축제                   |                                | 2월                | 달맞이놀이, 전통음식 만들기 및 시식, 새해소망기원 소지돌리기                                                                                               | 백우회                                                              |                                                                            |
| 양구군 | 도솔산 전적 문화제                       |                                | 6월                | 통인염원 촛불행진, 전국남여궁도대회, 병영음식체험전, 위령비 추모식 행사, 옛 전우 만남의 장 등                                                              | 강원도, 해병대 사령부, 양구군 도솔산전적 문화제위원회               |                                                                            |
| 양구군 | 양록제                                   |                                | 10월               | 양록제례, 군민등반대회, 군민노래자랑, 미속경기, 체육경기, 상설행사 등                                                                                      | 양구군, 양록제위원회                                                |                                                                            |
| 인제군 | 인제 빙어 축제                           |                                | 1월 또는 2월       | 레포츠체험행사, 얼음민속 체험, 민속공연, 상설전시, 어린이 놀이공원, 먹거리 조성                                                                            | 인제군, 빙어축제 추진위원회                                         |                                                                            |
| 인제군 | 하늘내린 인제 레포츠 축제                |                                | 8월 초             | 레포츠 행사 6종, 체험 행사 4종 등 | 인제군, 인제 레포츠 추진위원회                                      |                                                                            |
| 인제군 | 황태 축제                                |                                | 2월 말 ~ 3월 초    | 싸리작고매기, 관태, 까묶기, 황태투호, 황태포만들기, 황태요리 경연대회 등                                                                                   | 인제군 북면, 황태축제 추진위원회                                    |                                                                            |
| 고성군 | 고성 군민의 날 및 수성 문화제            |                                | 9월                | 제례행사, 경축 및 전야제, 가장행렬,시가행진, 농악시연, 읍면 및 직장 대항 체육 행사                                                                         | 고성군, 수성문화제 추진위원회                                       |                                                                            |
| 고성군 | 고성명태축제                             |                                | 2월                | 풍어제, 명태요리 시식회, 명태경매재연, 명태덕장 전시, 군함전시, 노짓기 대회, 기타 부대 행사                                                                | 고성군, 고성명태축제위원회                                          |                                                                            |
| 양양군 | 현산 문화제                              |                                | 단오 전후          | 고치물제, 성황제, 각종 전시회, 민속체육 경기, 군민 노래자랑 등                                                                                             | 현산문화제 위원회, 양양문화원                                       |                                                                            |
| 양양군 | 양양 송이 축제                           |                                | 10월               | 송이채취 현장체험, 송이보물 찾기, 송이요리, 전문점운영, 길거리공연                                                                                         | 송이축제 위원회                                                     |                                                                            |
| 양양군 | 연어 축제                                |                                | 10월 ~ 11월        | 맨손잡이체험, 문화행사, 상설행사 | 양양군                                                              |                                                                            |
| 양양군 | 양양 낙산 해맞이 축제                    |                                | 1월 1일            | 전야제행사, 해맞이본행사, 부대행사 | 양양군                                                              |                                                                            |

## 같이 보기
- 서울특별시의 축제 목록
- 부산광역시의 축제 목록
- 대구광역시의 축제 목록
- 인천광역시의 축제 목록
- 광주광역시의 축제 목록
- 대전광역시의 축제 목록
- 울산광역시의 축제 목록
- 세종특별자치시의 축제 목록
- 경기도의 축제 목록
- 충청북도의 축제 목록
- 충청남도의 축제 목록
- 전북특별자치도의 축제 목록
- 전라남도의 축제 목록
- 경상북도의 축제 목록
- 경상남도의 축제 목록
- 제주특별자치도의 축제 목록